# Lago Lübbe
El lago Lübbe (en alemán: Lübbesee) es un lago situado al norte de la ciudad de Berlín, en el distrito rural de Uckermark —cerca de la frontera con el estado de Meclemburgo-Pomerania Occidental—, en el estado de Brandeburgo (Alemania); tiene un área de 300 hectáreas y una profundidad máxima de 13 metros.